# Brachyopa punctipennis
Brachyopa punctipennis är en tvåvingeart som beskrevs av Charles Howard Curran 1925. Brachyopa punctipennis ingår i släktet savblomflugor, och familjen blomflugor. Inga underarter finns listade i Catalogue of Life.